# David Stein
David Stein: conocido activista de la escena homo sadomasoquista en Inglaterra y EE. UU.. 

## Biografía
David Stein acuñó en 1983 el término Safe, Sane and Consensual (seguro, sensato y consensuado), vinculadado al colectivo BDSM para describir la forma más idónea de realizar las actividades sexuales enmarcadas dentro del citado colectivo.
El término originalmente se acuñó para el Comité de la GMSMA (Gay Male S/M Activists, la mayor organización homo sadomasoquista ). Posteriormente, su terminología fue adoptada por todo el colectivo BDSM. Su significado, explicado por el mismo David Stein y unánimemente aceptado por la comunidad a través de su organizaciones nacionales e internacionales, es el de que las relaciones en la escena BDSM deben seguir un modo seguro, sensato y consensuado respecto a sus prácticas durante una sesión:
- seguras, en cuanto al conocimiento necesario sobre su desarrollo y sobre el material usado, así como sobre la prevención de riesgos.
- sensatas, en cuanto a la capacidad razonable de decisión por parte de los actores, no alterada por drogas o bebidas diferenciar fantasía y realidad y acorde con la experiencia de cada participante.
- consensuadas, en cuanto a que los participantes estén de acuerdo sobre la forma e intensidad con la que se realicen, e igualmente que dicho acuerdo pueda rescindirse en cualquier momento.

(David Stein, 1987)

## David Stein y el proceso del SSC
David Stein, a la vista de que algunos pequeños grupos utilizaban de una manera extrema y poco sensata el eslogan creado, tuvo que desmarcarse en varias ocasiones de dichos abusos, incidiendo en el propósito inicial del eslogan: encontrar una frontera nítida entre el BDSM y los malos tratos de género. En la comunidad hispano-parlante, la existencia de algunos de esos pequeños grupos se ha visto reforzada por los errores de traducción del concepto sane, especialmente en lo que se ha dado en denominar el BDSM "al estilo catalán", referido a grupos relacionados con esa área geográfica o bajo su influencia. (David Stein, 1999)